# Otto Gerstenberg
Otto Gerstenberg (né le 11 novembre 1848 à Pyritz et mort le 24 avril 1935 à Berlin) est un entrepreneur allemand qui fut un collectionneur d'art majeur de son époque. Il avait fait fortune dans les assurances. Une grande partie de sa collection est aujourd'hui répartie dans différents musées russes, comme dédommagement de guerre. 

## Premières années
Peu de choses sont connues de ses parents; son père était peut-être cordonnier ou musicien et mourut l'année de sa naissance. Quant à sa mère, qui avait vingt-et-un ans, on ne sait si elle se remaria. Otto Gerstenberg fréquenta le lycée de Pyritz, jusqu'à la fin de ses études secondaires en 1865. Il avait de bonnes connaissances en latin, en grec et en français, mais il était surtout fort doué en mathématiques. Il étudia ensuite la philosophie et les mathématiques à Berlin.

## Les assurances Victoria
Il commence sa carrière en 1873  en tant que mathématicien employé à la Allgemeinen Eisenbahn-Versicherungs-Gesellschaft qui prend le nom deux ans plus tard de Victoria zu Berlin Allgemeine Versicherungs-Actien-Gesellschaft (devenue ensuite la Victoria-Versicherung (de), et aujourd'hui Ergo-Versicherung). L'époque est à une expansion rapide des assurances, depuis la politique sociale de Bismarck, et ainsi Gerstenberg enchaîne les succès et devient directeur général en 1901. Sa fortune devient également importante.

## Famille et amis
Il épouse en 1884 Elise Wilhelmine Winzerling âgée de dix-huit ans († 1926), fille du propriétaire d'un domaine seigneurial, dont il a deux filles. L'aînée, Ada Josepha Elise, meurt encore enfant, tandis que la cadette, Margarethe (1889), survit à ses parents. Elle se marie en 1921 avec le physicien Hans Georg Scharf à qui elle donne deux fils. Le petit-fils d'Otto Gerstenbergs, Dieter Scharf (1926–2001), s'est occupé des affaires concernant la collection de son grand-père.
Peu de choses sont connues du cercle d'amis de Gerstenberg. Il connaissait bien le peintre Max Liebermann, ainsi que Joseph Oppenheimer (de) (1876–1966) et Max Slevogt qui firent son portrait. Il était lié avec le collectionneur suisse Oskar Reinhart (de). Par Liebermann il fait la connaissance de Hugo von Tschudi, Carl et Felicie Bernstein et du collectionneur et mécène Eduard Arnhold.

## La villa Gerstenberg
La famille Gerstenberg s'installe d'abord à la Großbeerenstraße de Berlin-Kreuzberg, puis dans une villa de Berlin-Lichterfelde. Carl Vohl (de), architecte du tribunal de Moabit, dessine pour Gerstenberg les plans d'une villa Jugendstil en 1904–1905 dans le nouveau quartier de Dahlem (aujourd'hui Berlin-Schmargendorf). Cette villa imposante se trouve entre les Bernadotte-, Hammerstein- et Miquelstraße. Une grande galerie est ajoutée en aile en 1908 et 1910 pour la collection. Le parc a été loti depuis cette époque, rendant les lieux méconnaissables. La villa abrite aujourd'hui le sanatorium du Parc de Dahlem (Park-Sanatorium Dahlem) et n'appartient plus à la famille.
La villa comprenait également une décoration intérieure opulente avec des objets d'art comme des chinoiseries, des objets japonais, porcelaine précieuse, vases, meubles et objets laqués, etc., des meubles d'époque Empire, mais aussi d'époque baroque ou classique, de l'époque de Louis XIV, de Louis XV ou de Louis XVI, ainsi que des tapisseries flamandes.

## La collection Gerstenberg

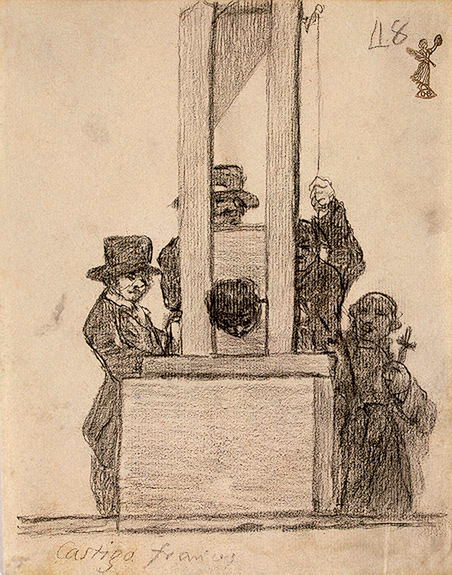
Francisco de Goya:
La Guillotine
Ermitage de Saint-Pétersbourg

Grâce à ses moyens considérables, Gerstenberg peut constituer l'une des collections les plus importantes du début du XXe siècle. Le fond de sa collection est représenté par des œuvres graphiques et des tableaux du XIXe siècle, surtout des impressionnistes français, ce qui est contradiction avec l'art officiel wilhelminien. Il achète ses tableaux directement à l'atelier, dans les galeries ou bien aux enchères à Paris.
Il commence à collectionner dans les années 1890 des œuvres graphiques flamandes ou allemandes du XVe siècle au XVIIe siècle et apprécie particulièrement Dürer, Schongauer, Lucas van Leyden, Van Dyck, Ruisdael, Jan Steen, Adriaen van Ostade et Rembrandt. Ensuite il collectionne des gravures ou dessins de Whistler, Félicien Rops, Greiner, Corot, Millet, Degas, Manet, Robert Dodd, Zorn, Menzel, Klinger, Leibl et Max Liebermann. Il ajoute des Hokusai  et Utamaro japonais. Les œuvres les plus importantes sont de la main de Goya, Daumier et Toulouse-Lautrec.
En ce qui concerne les tableaux, Gerstenberg débute sa collection avec les paysagistes anglais du début du XIXe siècle, dont Constable. Ensuite, il acquiert un portrait de Reynolds, plusieurs œuvres du Gréco  et de Goya. D'autres tableaux de cette première phase de collection viennent par la suite comme Ruysdael, Hobbema, Jan van Goyen, Jan Steen et Adriaen van Ostade.
Mais c'est surtout avec les maîtres français du XIXe siècle que sa collection prend de l'ampleur et de la notoriété. En commençant avec Delacroix et Géricault, cette collection française continue avec l'École de Barbizon de Daubigny à Corot, ainsi qu'avec le réalisme de Courbet et les caricatures de Daumier. Il possède une trentaine d'œuvres de Daumier (comme Le Fardeau). Parmi les dix tableaux de Courbet, l'on trouve Le Réveil ou Vénus et Psyché, Portrait de Marc Trapadoux et Portrait d'Henri Rochefort. Mais ce sont les impressionnistes qui sont le clou de la collection. Il acquiert ainsi La Cour de ferme (1865) de Monet, sept toiles de Manet, dont des chefs-d'œuvre tels que Pertuiset, le chasseur de lions, ou Au café, cinq toiles de Renoir, dont Homme dans un escalier, Femme dans un escalier et Dans le jardin. Il acquiert plus tard des paysages de Sisley. Toulouse-Lautrec est bien représenté avec par exemple Un coin du Moulin de la Galette, Au bal de l’Opéra, Messaline descend l’escalier bordé de figurantes ou bien encore La Comtesse de T.-L. dans un jardin. L'une des œuvres les plus fameuses est celle de Degas, Place de la Concorde qu'il acquiert en 1911 au prix très élevé de 120.000 francs.

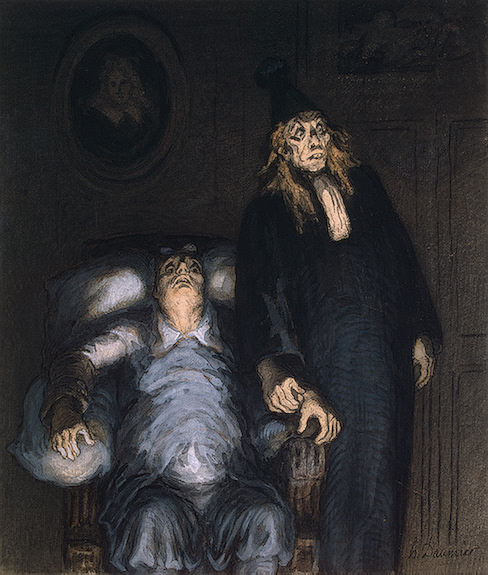
Daumier: Le Malade imaginaire Musée de l'Ermitage Saint-Pétersbourg
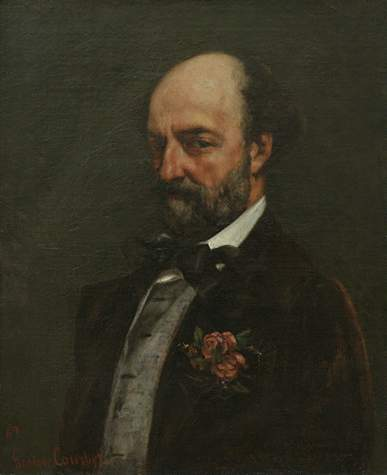
Courbet: Portrait de Gustave Mathieu Collection Oskar Reinhart Am Römerholz Winterthour
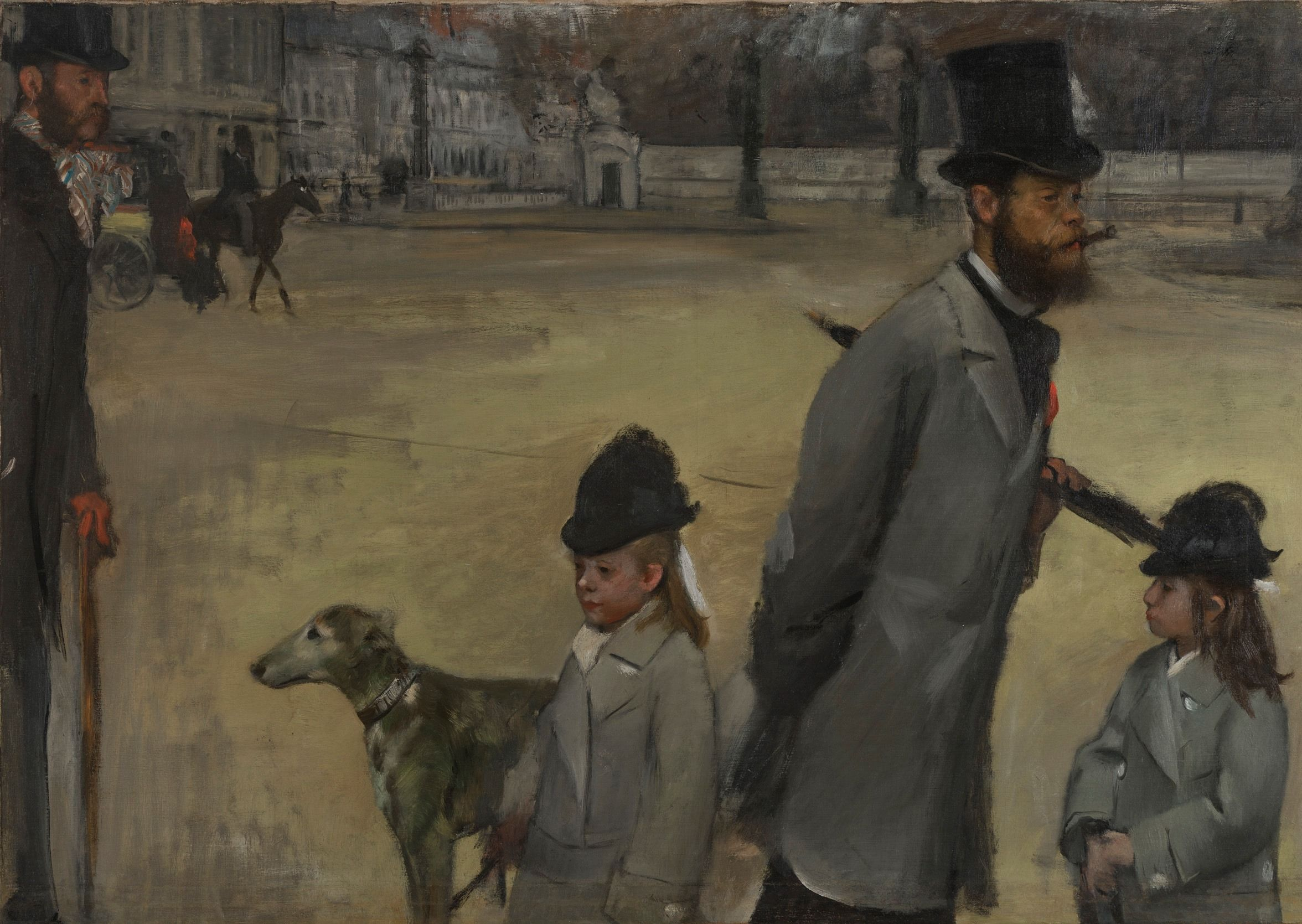
Degas: Place de la Concorde Musée de l'Ermitage Saint-Pétersbourg
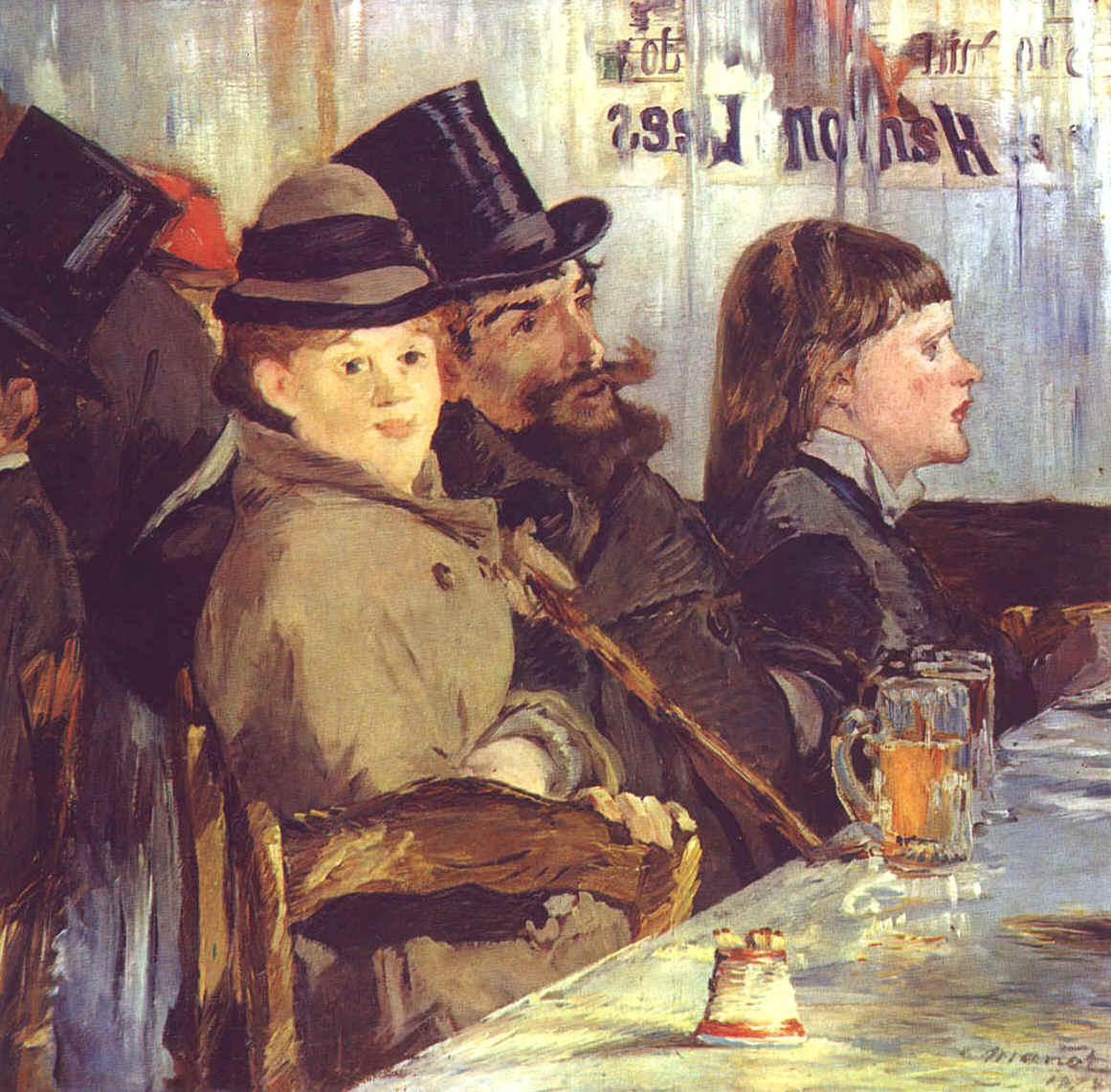
Manet: Au café Collection Oskar Reinhart Am Römerholz Winterthour
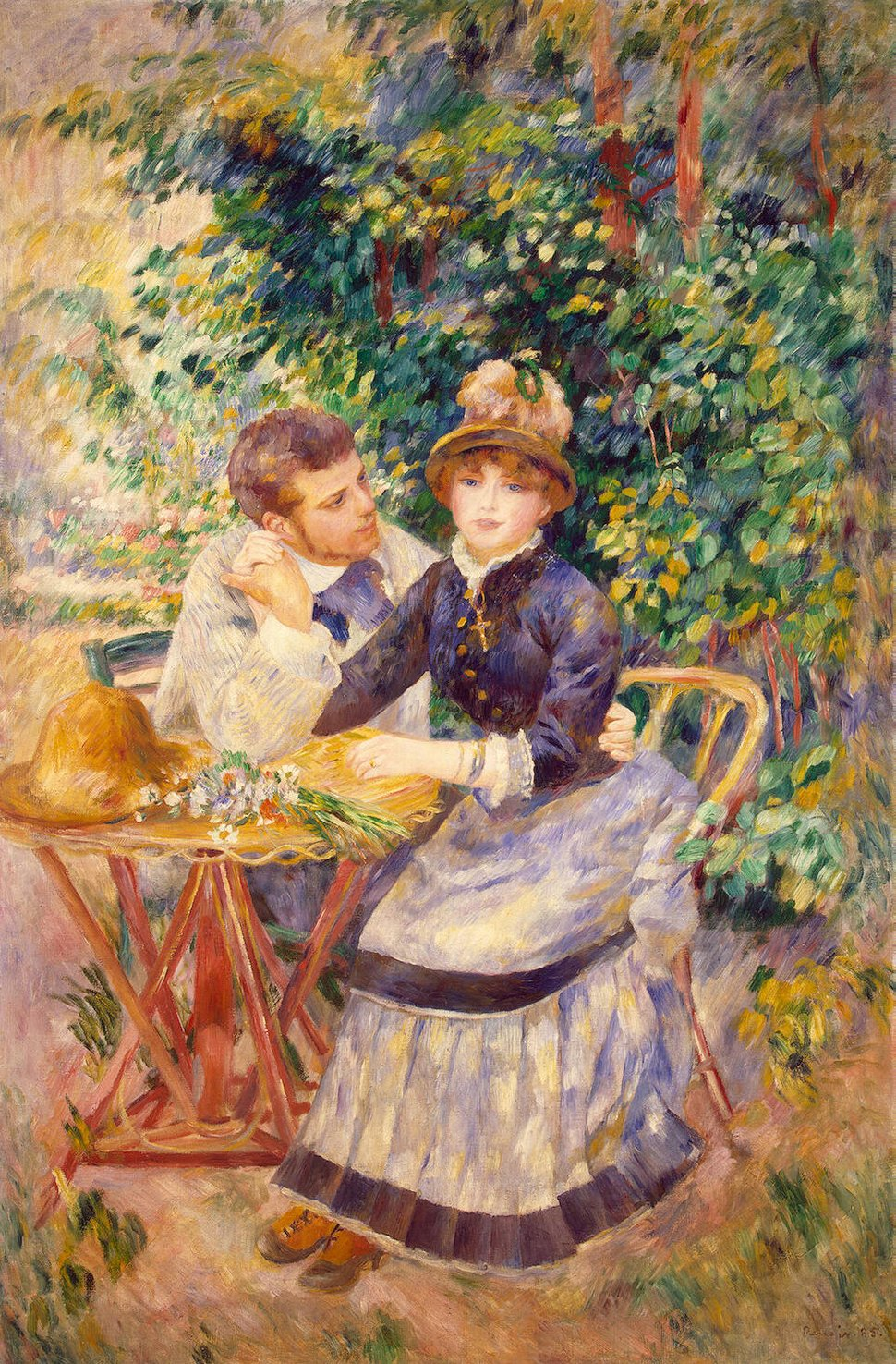
Renoir: Dans le jardin Musée de l'Ermitage Saint-Pétersbourg
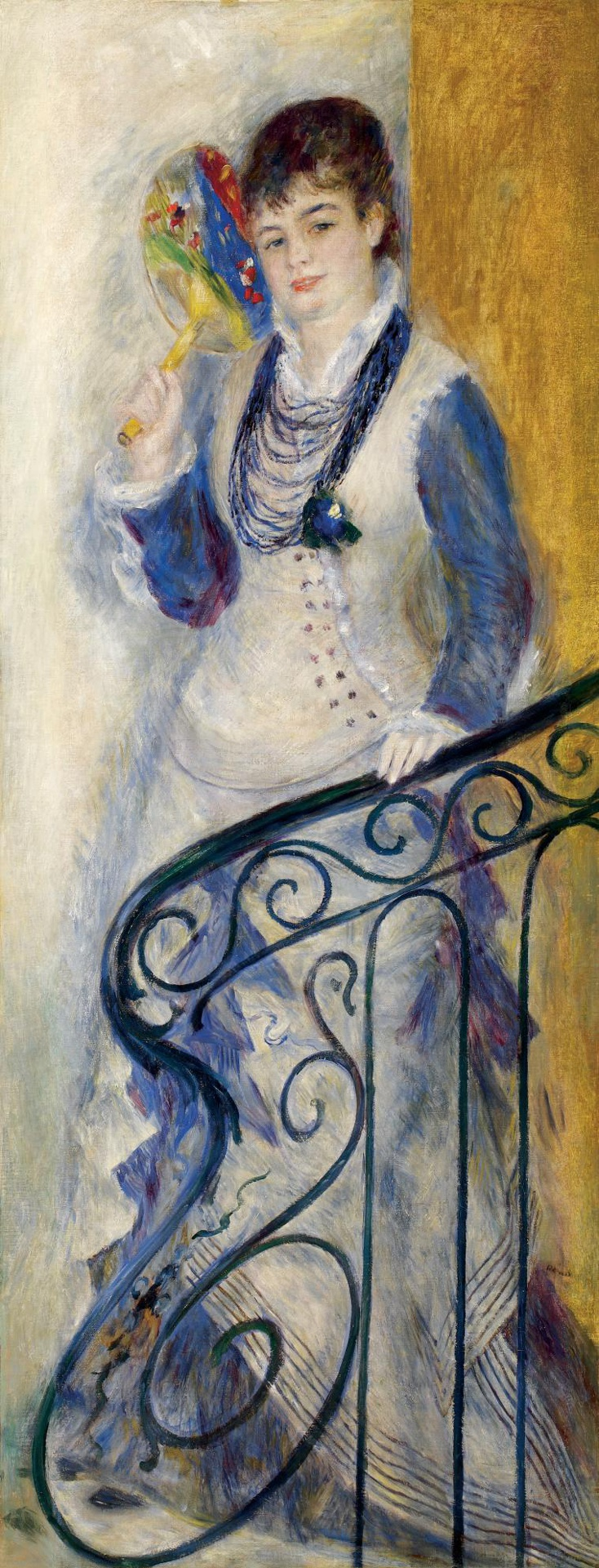
Renoir: Femme dans un escalier Musée de l'Ermitage Saint-Pétersbourg
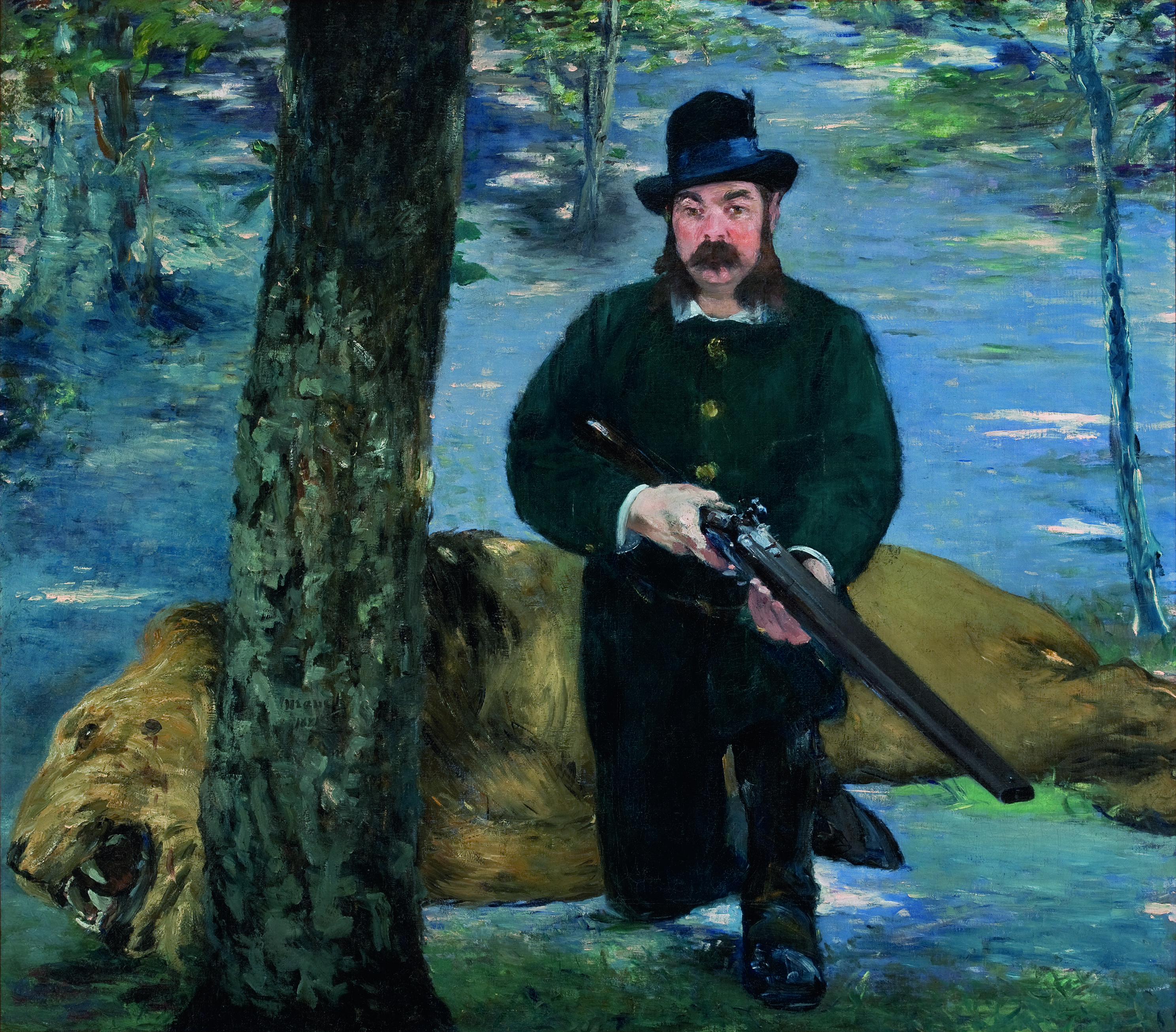
Manet: Pertuiset, le chasseur de lions Museu de Arte São Paulo
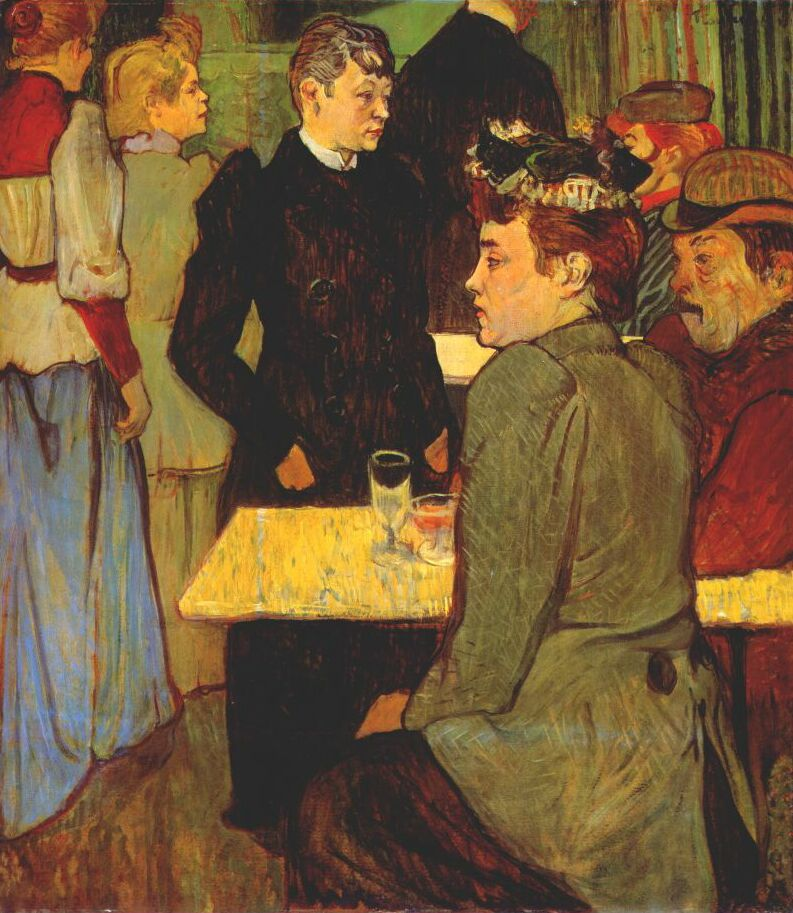
Toulouse-Lautrec: Un coin du Moulin de la Galette National Gallery Washington

### Le sort de la collection
Otto Gerstenberg vend de son vivant un petit nombre de ses pièces de collection, comme les dessins des anciens maîtres et les Flamands du XVIIe et du XVIIIe siècle. Après sa mort en 1935;  sa fille, Margarethe Scharf, est son héritière. Elle n'habite pas dans la maison parentale, mais se fait construire en 1937 une villa dans le parc parental qui ne peut contenir toutes les œuvres; aussi dépose-t-elle les tableaux de grand format dans un entrepôt de la compagnie Victoria à Kreuzberg. Toutes ces toiles brûlent lors d'un bombardement allié sur Berlin à la fin de la guerre. Il en est ainsi du Réveil ou Vénus et Psyché de Courbet. En avril 1943, Margarethe Scharf dépose certaines œuvres pour plus de sécurité à la Nationalgalerie dans des bunkers spécialement construits pour les collections des musées. Les troupes soviétiques s'en saisissent après le 2 mai 1945 et la chute de la ville, comme dédommagement pour la guerre mondiale qui se termine. La plupart des tableaux se trouvent aujourd'hui au musée de l'Ermitage de Saint-Pétersbourg ou au musée Pouchkine de Moscou. 
À la fin de la guerre, Margarethe Scharf transporte le reste de la collection en partie par train et en partie par charrette jusqu'à Oberstdorf en Bavière, où la famille s'installe. Elle vend certaines œuvres à cause de la difficulté des temps d'après-guerre, comme en 1953 Au café de Manet, acquis par le collectionneur suisse Oskar Reinhart. Une petite partie de la collection se trouve encore en possession des descendants d'Otto Gerstenberg, dont des dessins de Toulouse-Lautrec. Cette collection est souvent montrée dans des expositions en Europe. Son petit-fils Dieter Scharf met sur pied une fondation qui depuis juillet 2008 présente à Berlin la collection Scharf-Gerstenberg. Elle comprend entre autres des œuvres du Piranèse, de Goya, de Charles Meryon, de Victor Hugo, de Manet ou de Max Klinger.